# Élections législatives italiennes de 1870
Les élections législatives italiennes de 1870 (en italien : Elezioni politiche italiane del 1870) ont lieu du 20 novembre 1870 au 27 novembre 1870.

## Partis et chefs de file
| Parti | Parti             | Idéologie                  | Chef de file    |
| ----- | ----------------- | -------------------------- | --------------- |
|       | Droite historique | Conservatisme, Monarchisme | Giovanni Lanza  |
|       | Gauche historique | Libéralisme, Centrisme     | Urbano Rattazzi |